# Дело Пьера Жакку

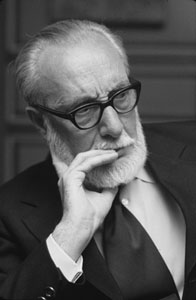
Пьер Жакку

Дело Пьера Жакку — швейцарский судебный скандал 1960 года.

## Убийство Шарля Цумбаха
1 мая 1958 года Шарль Цумбах 70-ти лет, торговец сельскохозяйственной техникой, был жестоко убит в своём доме в План-ле-Отс. Когда его жена вошла в дом, она услышала четыре выстрела и крики о помощи. Затем неизвестный мужчина толкнул её по направлению к выходу в сад и выстрелил в неё. Впоследствии она говорила, что не может вспомнить, как и откуда появился преступник. Исполнитель (возможно, их было несколько) потом вернулся к раненому Шарлю Цумбаху и нанёс ему смертельную рану ножом, после чего скрылся на велосипеде.
Цумбах вёл свой бизнес по продаже сельскохозяйственной техники в План-ле-Отс, в котором, как позже выяснилось, также находилась штаб-квартира международной банды преступников и торговцев оружием во главе с бывшим членом Французского Иностранного легиона, называвшего себя «Реймондом».

## Обвиняемый Пьер Жакку
На полицейском допросе сын убитого, Андре Цумбах, сказал, что в ночь убийства он был на работе (он работал на радиостанции в Женеве) и ему два раза звонили по телефону, но оба раза звонящий не говорил ни слова и вешал трубку. Андре Цумбах подозревал, что звонящий хотел убедиться, что его нет в доме родителей. На вопрос полиции, кого он подозревает в тех анонимных звонках, Андре назвал Пьера Жакку, известного женевского адвоката и политика, имевшего восьмилетние отношения с Линдой Бод. Бод работала исполнительным секретарём на радиостанции; у неё был роман с Андре Цумбахом, и она хотела уйти от Жакку. Жакку писал ей много полных отчаяния писем, чтобы убедить её остаться с ним. За восемь месяцев до убийства Жакку послал её интимные фотографии Андре Цумбаху. Полиция подозревала его в убийстве.

## Оспариваемые экспертные показания
Полиция обыскала квартиру Жакку в его отсутствие: он был с деловым визитом в Стокгольме как вице-президент Женевской торговой палаты. На его пальто и марокканском кинжале была обнаружена кровь, но, как позже выявила экспертиза, Жакку и жертва имели одну и ту же группу крови — первую. Эрик Ундриц, гематолог, профессор Базельского университета, и Пьер Хегг, глава женевской судебно-медицинской лаборатории, установили, что на ноже также были клетки печени. Однако эти показания впоследствии были оспорены: клетки могли быть животного происхождения и нож явно не использовался в течение некоторого времени. Жакку имел два пистолета, но ни один из них не был орудием убийства. Кроме того, на дороге возле дома Цумбаха была найдена застёжка-кнопка, идентичная кнопкам на одном из пальто Жакку. Пальто было обнаружено в коробке со старой одеждой; на нём не хватало одной кнопки. По возвращении в июне 1958 года Жакку был арестован. В тюрьме он перенёс нервный срыв и провёл большую часть своего времени в лазарете.

## Суд
18 января 1960 года дело Жакку было рассмотрено судом присяжных в Женеве. Случай получил широкую международную огласку. Формулируя обвинение, генеральный прокурор Шарль Корню сказал в заявлении репортёру Die Zeit о «боге мести» и «классической маске трагедии». Защитником Жакку выступил известный парижский адвокат Рене Флорио. В зал суда Жакку ввезли на больничном кресле-коляске. В материалах дела наличествовало немало путаницы: например, на процедуре опознания подозреваемых жена Цумбаха указала не на Жакку, а на полицейского; Линда Бод заявила, что на момент убийства она уже порвала с Андре Цумбахом и была в отношениях с другим мужчиной. Тем не менее, Жакку был признан виновным в «простом убийстве» и приговорён к семи годам лишения свободы с учётом времени предварительного заключения. Совещание присяжных длилось три часа.

## Сомнения в правосудности приговора
Дело Жакку считается одним из наиболее спорных в швейцарской юриспруденции. Пресса Парижа того времени была склонна рассматривать приговор Жакку как типичный пример швейцарского компромиссного решения: Жакку был объявлен жертвой господствовавшей в Женеве кальвинистской морали. Флорио заявил для парижской прессы: «Если мой клиент был виновен, он должен был получить гораздо более суровый приговор, а если нет, он должен был быть освобождён». Он назвал случай «вторым делом Дрейфуса» и утверждал, что решение суда было мотивировано чрезмерным уважением к властям, в частности, к гособвинению. Оскорблённые тоном французской прессы, швейцарские студенты публично жгли парижские газеты (это происходило ещё до окончания процесса).
Ганс Мартин Зутермайстер, бернский доктор, потратил немало времени, доказывая, что приговор Жакку — результат судебного дилетантизма, судебная ошибка, главная причина которой — недостаточно тщательная судебно-медицинская экспертиза. Зутермайстер описал Хегга как «самоучку без базового образования, который и раньше ошибался чаще, чем надо». Зутермайстер, убеждённый в невиновности Жакку, считал, что тот знал, что Бод уже порвала с Андре Цумбахом и что Цумбах был убит потому, что поставил алжирским повстанцам поддельную взрывчатку на 12 000 долларов. Он отметил, что «Реймонд» и его дружки — торговцы оружием, хранили в гараже (без ведома Цумбаха) ножи и штыки: орудие убийства и следовало искать среди этого оружия, и что в одном из предыдущих дел Хегга обвинили в том, что он перепутал человеческую и свиную кровь, причем Жакку выступил его защитником в том деле и не мог добиться того, чтобы Хегг выплатил ему его гонорар. Хегг, в свою очередь, подал иск против Зутермайстера, обвиняя его в клевете. Зутермайстер, тем не менее, был не одинок: Гораций Мастронарди назвал решение «величайшей судебной ошибкой послевоенных лет». Он и другие адвокаты пытались добиться отмены приговора более двадцати лет.
В 1980 году суд окончательно отклонил апелляцию по делу Жакку.
Пьер Жакку умер в 1994 году.

## В массовой культуре
16 июня 1974 года в восточногерманском сериале Fernsehpitaval вышла серия под названием Die Aktfotos (с нем. — «фотографии в стиле ню»), режиссером которой выступил Вольфганг Лудерер.

## Книги
- Юрген Торвальд, Blutiges Geheimnis, Munich: Droemer Knaur, 1969, OCLC 159809005 (German)
- Stéphane Jourat, L’Affaire Jaccoud, Paris: Fleuve Noir, 1992, ISBN 2265046620 (French)
- Jean Duché, Pourquoi Jaccoud a-t-il tué? Paris: Flammarion, 1960, OCLC 420009404 (French)